# Пол Бен-Віктор
Пол «Бен-Віктор» Фрідман (англ. Paul «Ben-Victor» Friedman, нар. 24 липня 1965) — американський продюсер, сценарист і актор кіно і телебачення. Найбільшу популярність здобув завдяки ролі Боббі Гоббса в науково-фантастичному телесеріалі «Людина-невидимка». Відомий, в основному, головними або другорядними ролями в фільмах і телесеріалах.

## Біографія
Пол Фрідман народився 24 липня 1965 року в Брукліні, Нью-Йорк. Син Віктора Фрідмана і Лії Корнфілд, драматурга. Вперше дебютував на телебаченні в 1987 році в телевізійному фільмі Криваві узи: історія дружини мафіозі.
З дитинства Пола надихали такі актори як Марлон Брандо і Чарлі Чаплін, а також відомий рок-гурт The Beatles і твори художника Вінсента Ван Гога — все це мало великий вплив на його творче життя.
Бен-Віктор знімався у багатьох «поліцейських» драмах, таких як Монк і CSI: Місце злочину, грав другорядну роль шахрая Стіва Річардса в трьох епізодах телесеріалу «поліція Нью-Йорка» з 1994 по 1997 рік.
Пол і його мати були співавторами театральних постановок «Club Soda» і «The Good Steno».
Бен-Віктор і Вінсент Вентреска зіграли головні ролі в серіалі «Людина-невидимка». Вони зустрілися знову в телесеріалі «У простому вигляді», епізод «Hoosier Daddy» на каналі USA Network.
Знімався в серіалі «Всі ненавидять Кріса» в ролі містера Турмана.
Він написав сценарій, спродюсував і зіграв одну з ролей у фільмі Мав бути Ромео

## Особисте життя
Пол Бен-Віктор живе в Санта-Моніці. У нього є брат Стюарт і сестра Сьюзан. 5 липня 2009 року він одружився з Джулією Остін Фелдер.

## Фільмографія

### Кіно
| Рік  | Українська назва    | Оригінальна назва    | Персонаж                |
| ---- | ------------------- | -------------------- | ----------------------- |
| 1990 | Новачок             | The Rookie           | Маленький Фелікс        |
| 1992 | Паралельний світ    | Cool World           | камердинер              |
| 1993 | Тумстоун            | Tombstone            | Флорентіно Круз         |
| 1993 | Справжнє кохання    | True Romance         | Лука                    |
| 1994 | Червоний скорпіон 2 | Red Scorpion 2       | Вінс Д'Анжело           |
| 1995 | Змучений походом    | Bushwhacked          | батько Дано             |
| 1995 | Гість               | Houseguest           | Полі Гасперіні          |
| 1998 | Під вогнем          | Point Blank          | Говард                  |
| 1998 | Цивільний позов     | A Civil Action       | Боббі Паскерелла        |
| 1999 | Корупціонер         | The Corruptor        | Щабакер                 |
| 2000 | Втопимо Мону!       | Drowning Mona        | заступник Тоні Карлуччи |
| 2003 | Шибайголова         | Daredevil            | Хосе Кесада             |
| 2006 | Ренді і натовп      | Randy and The Mob    | Франко                  |
| 2009 | Ясна озеро          | Clear Lake, WI       | шериф Джо Дітцер        |
| 2010 | Мав бути Ромео      | Should've Been Romeo | Джо                     |
| 2012 | Могутня краса       | Mighty Fine          | Боббі                   |
| 2020 | Банкір              | The Banker           | Дональд Сілверторн      |
| 2021 | Волдо               | Last Looks           | Піт Конаді              |
| 2023 | Рейс                | Plane                | Террі Хемптон           |

### Телебачення
| Рік       | Українська назва                     | Оригінальна назва                     | Персонаж                    | Примітка                                                             |
| --------- | ------------------------------------ | ------------------------------------- | --------------------------- | -------------------------------------------------------------------- |
| 1987      | Криваві узи: історія дружини мафіозі | Blood Vows: The Story of a Mafia Wife | Н/Д                         | Телевізійний фільм                                                   |
| 1988      | О`хара                               | Ohara                                 | Біллі                       | Епізод «They Shoot Witnesses, Do not They?»                          |
| 1994      | Цілком таємно                        | The X-Files                           | доктор Аарон Монте          | Епізод «Tooms»                                                       |
| 1994-1997 | Поліція Нью-Йорка                    | NYPD Blue                             | Стів Річардс                | Епізоди: «The Truth Is Out There», «Aging Bull», «You Bet Your Life» |
| 1998      | Південний Бруклін                    | Brooklyn South                        | Стів Річардс                | Епізод «Skel in a Cell»                                              |
| 2000      | Три маріонетки                       | The Three Stooges                     | Мо Говард                   | Телевізійний фільм                                                   |
| 2000-2002 | Людина-невидимка                     | The Invisible Man                     | Боббі Гоббс                 | Основний склад                                                       |
| 2003-2008 | Дроти                                | The Wire                              | Спірос «Вондас» Вондопоулос | 14 епізодів                                                          |
| 2005      | Монк                                 | Monk                                  | Аль Ніколетта               | Епізод «Mr. Monk Gets Drunk »                                        |
| 2005-2008 | Антураж                              | Entourage                             | Алан Грей                   | 7 епізодів                                                           |
| 2006      | CSI: Місце злочину                   | CSI: Crime Scene Investigation        | Джо                         | Епізод «Killer»                                                      |
| 2006      | Щит                                  | The Shield                            | детекітв Пол Рейес          | Епізод «Man Inside»                                                  |
| 2006      | Мене звати Ерл                       | My Name Is Earl                       | тренер Лу                   | Епізод «Sticks & Stones»                                             |
| 2007      | Джон з Цинциннаті                    | John from Cincinnati                  | Палака                      | 8 епізодів                                                           |
| 2008-2012 | У простому вигляді                   | In Plain Sight                        | Стен Мквін                  | Основний склад                                                       |
| 2009      | Всі ненавидять Кріса                 | Everybody Hates Chris                 | Містер Турман               | 7 епізодів                                                           |
| 2010      | Менталіст                            | The Mentalist                         | Ноа Ландау                  | Епізод «Redline»                                                     |
| 2011      | Дитячий шпиталь                      | Childrens Hospital                    | Спірос                      | Епізод «Father's Day»                                                |
| 2013      | Вегас                                | Vegas                                 | Баррі Сільвер               | 4 епізоди                                                            |
| 2014      | Справжній детектив                   | True Detective                        | Майор Лірою Солтер          | Епізод «Haunted Houses»                                              |
| 2016      | Вініл                                | Vinyl                                 | Морі Голд                   | 10 епізодів                                                          |
| 2017      | Смертельна зброя                     | Lethal Weapon                         | Френк Трунов                | Епізод «Fork-Getta-Bout-It»                                          |
| 2022      | Пем і Томмі                          | Pam & Tommy                           | Річард Олден                | 4 епізоди                                                            |